# Ministeri de Justícia de Finlàndia
El Ministeri de Justícia de Finlàndia (en finès: Suomen oikeusministeri) és l'òrgan del Govern de Finlàndia encarregat del bon funcionament del poder judicial.